# 水府二
獵戶座ξ，又名BD+14 1187，HD 42560、SAO 95362、HR 2199，是獵戶座的一颗恒星，视星等为4.48，位于銀經195.81，銀緯-2.06，其B1900.0坐标为赤經6h 6m 15.2s，赤緯+14° -2.06′ 53″。